# Saint-Andelain
Saint-Andelain è un comune francese di 558 abitanti situato nel dipartimento della Nièvre nella regione della Borgogna-Franca Contea.

## Società

### Evoluzione demografica
Abitanti censiti